# Puccinellia dolicholepis
Puccinellia dolicholepis — вид однодольних квіткових рослин з родини злакових (Poaceae).

## Біоморфологічна характеристика
Багаторічна рослина що росте густим пучком. Стовбури прямовисні, 20–40(50) см заввишки, тонкі, 1–1.5 мм у діаметрі. Язичок 1.7–3.5 мм; листкові пластинки зазвичай загорнуті, 3–5 см у довжину й 0.3–1.2 мм ушир. Волоть нещільна, 5–12 см. Колосочки 4–7 мм, зазвичай з пурпурним відтінком, квіточок 2–6; нижня колоскова луска 1.3–1.6 мм, верхня 2–2.8 мм, верхівка ± гостра; леми 2.5–3.5(4) мм, на нижній частині жилок коротко запушені, верхівка від гострої до ± загостреної; палея кілювата, запушена знизу, шершава згори. Квітне у червні й липні.

## Поширення
Ареал цього виду простягається від півдня України до Цинхаю (Китай).
Населяє сухі луки, піщані солоні береги озер і луки, пісковикові схили.
В Україні вид росте на солончаках та засолених піщаних та супіщаних ґрунтах — на крайньому півдні Степу (включаючи Степовий Крим)

## Синоніми
Синоніми:
- Atropis dolicholepis Krecz.
- Puccinellia fominii Bilyk
- Puccinellia pseudobulbosa (Nyár.) Nyár. ex Prodan